# Amedes
Die Amedes-Gruppe (kurz Amedes, Eigenschreibweise: amedes) ist ein vor allem in Europa tätiger Labordienstleister. Das Unternehmen betreibt laboratoriumsmedizinische Versorgungszentren und Arztpraxen. Die Muttergesellschaft hat ihren Sitz in Göttingen und befindet sich seit 2022 im Besitz einer Eigentümer-Gruppe aus Infrastruktur- und Pensionsfonds, bestehend aus OMERS Infrastructure, Goldman Sachs Asset Management und AXA IM Alts.

## Geschichte
Das Unternehmen entstand aus dem 1987 gegründeten interdisziplinären Diagnose-Kompetenznetz wagnerstibbe + Partner in Göttingen und Springe. Im Jahr 2000 fusionierten die beiden Gründer Helmut Wagner und Werner Stibbe. Im Laufe der folgenden Jahre bauten sie die bestehenden Standorte aus und gewannen neue Partner hinzu. 2008 kam es zur Gründung der amedes Holding GmbH als Dachgesellschaft. Danach wuchs Amedes weiter durch die Übernahme anderer Labore, beispielsweise 2020 der Medlab Arnold Analytik mit Laboren in Würzburg, Gotha und Dubai sowie im selben Jahr der Archimedlife in Wien. 2022 wurde die Laborgruppe vom oben genannten Konsortium übernommen.

## Geschäftstätigkeit
Die Unternehmensgruppe erbringt heute an über 100 Standorten in Deutschland, Österreich, Belgien und Dubai interdisziplinäre und medizinisch-diagnostische Dienstleistungen für Patienten, niedergelassene Ärzte und Krankenhäuser (Stand 2023). Ein besonderer Fokus liegt seit der Übernahme der Medivision-Gruppe mit ihren endokrinologischen Praxen im Jahr 2014 auf den Bereichen der gynäkologischen, internistischen und pädiatrischen Endokrinologie. Weitere Schwerpunkte bilden die Felder Fertilitätsmedizin, Rheumatologie, Onkologie und Genetik.